# William Bentinck
William Bentinck (Buckinghamshire, 14 settembre 1774 – Parigi, 17 giugno 1839) è stato un politico e generale britannico.

## Biografia

### I primi anni
Bentinck era il figlio secondogenito del primo ministro William Cavendish-Bentinck, III duca di Portland, e di sua moglie lady Dorothy, figlia di William Cavendish, IV duca di Devonshire

### La carriera fino al 1827; la Sicilia e la conquista di Lucca e Genova
Fin dal 1806 il governo borbonico in Sicilia era stato posto sotto il protettorato dell'Inghilterra che aveva occupato tutti i punti strategicamente importanti dell'isola. Nel 1811 Bentinck fu inviato nell'isola come ambasciatore e comandante delle forze britanniche. Bentinck costrinse Ferdinando IV di Borbone ad abdicare temporaneamente in favore del figlio Francesco, nominato vicario del regno, e promosse nel 1812 la formazione di una costituzione sul modello inglese.
Intendeva in tal modo rafforzare il controllo inglese sull'isola e combattere il dominio napoleonico in Italia facendo leva sui sentimenti liberali e sulle aspirazioni all'indipendenza nazionale diffusi soprattutto nella borghesia e fra gli intellettuali. Quando nel 1813 Ferdinando, istigato dalla moglie Maria Carolina, zia dell'imperatore Francesco II, provò a riprendere il potere, Bentinck intervenne con energia, obbligando il re a rinunciare ai suoi progetti e a scacciare la regina, che fu costretta a ritornare a Vienna, dove sarebbe morta il 7 settembre 1814.
Tra marzo e aprile del 1814, Bentinck fu protagonista della Campagna d'Italia, consistente nella cacciata dei governi napoleonici dall'Italia nord occidentale. Sbarcato a Livorno, al comando di una forza di 8 000 uomini ed appoggiato dalla flotta britannica del Mediterraneo, si impadronì facilmente dei tre dipartimenti toscani dell'impero francese (con capoluoghi in Livorno, Siena e Firenze). Si diresse poi verso Lucca, capitale del Principato di Lucca e Piombino, mettendo in fuga il Principe Felice Baciocchi e la Principessa Elisa Bonaparte.
Ignorando le istruzioni di Castlereagh, Bentinck presentò l'Inghilterra come punto di riferimento delle aspirazioni liberali e nazionali degli italiani. Il 6 marzo 1814 egli lanciò da Livorno un proclama nel quale, dichiarandosi favorevole ai diritti dei Borbone, invitò gli italiani a sollevarsi per la libertà.
Espugnata La Spezia e invaso il Dipartimento degli Appennini (capoluogo Chiavari) giunse sotto le mura di Genova il 14 aprile e la pose sotto assedio. Nella città erano presenti importanti forze filofrancesi comandate dal Barone Fresia. Il Bentinck fece dunque bombardare Sturla e Albaro, mentre dal mare la flotta martellava le fortificazioni della città. Questo indusse il 17 i genovesi a ribellarsi alle forze filofrancesi. Il 18 la città era in mani inglesi.
Bentinck, constatata la contrarietà dei genovesi all'annessione al Piemonte, contravvenendo alle istruzioni di Lord Bathurst, ministro della Guerra britannico, firmò un proclama con cui si prendeva atto della situazione e si ripristinavano le leggi in vigore fino al 1797.
Castlereagh provvide a immediatamente a correggere il tiro sconfessando l'iniziativa Bentinck. In un dispaccio del 7 maggio 1814 egli respingeva la proposta di stabilire un regime costituzionale a Napoli come già si era fatto in Sicilia, e suggeriva un'interpretazione conservatrice delle costituzioni là dove esse fossero già state in vigore. Egli adduceva proprio la necessità di agire di concerto con l'Austria e il Regno di Sardegna: era stato necessario utilizzare il liberalismo come arma di propaganda allorché si trattava di scacciare i francesi dalla penisola, ma ora che in Italia si sarebbe stabilito il dominio di una monarchia assoluta come l'Austria occorreva abbandonare questo espediente in quanto non era certo il caso di creare imbarazzi e problemi all'alleato.

### Governatore generale dell'India
Al suo ritorno in Inghilterra, Bentinck prestò servizio nella Camera dei Comuni per diversi anni prima di venire nominato Governatore generale del Bengala nel 1828, col compito principale di sopperire all'azione della Compagnia britannica delle Indie orientali ormai in perdita, secondo gli ordinamenti del governo britannico.
Bentinck iniziò quindi una dura campagna di taglio delle spese, con successi in campo economico locale anche se molti contestarono le sue scelte tra cui la politica di occidentalizzazione dell'India, influenzata dall'utilitarismo di Jeremy Bentham e James Mill. Riformando il sistema giudiziario, egli stabilì che fosse l'inglese la lingua da utilizzare per l'emissione dei verdetti anziché il persiano, oltre ad incoraggiare un tipo di educazione sul modello di quello occidentale di modo che anche gli indiani così formati potessero avere accesso alla burocrazia amministrativa britannica in India.
Bentinck si impegnò inoltre particolarmente per la soppressione del satī, la pratica religiosa che prevedeva nel caso di ricchi rappresentanti dell'aristocrazia indiana tradizionale, la morte della moglie sulla pira funeraria del marito defunto, supportato in questo dal raja Ram Mohan Roy da molti riconosciuto come il "Padre dell'India moderna". Tra le "pratiche superstiziose" che lo stesso Rammohan Roy voleva eliminare rientravano oltre al sati anche la poligamia ed il matrimonio tra bambini. Debellò anche la feroce setta religiosa dei thug.
Sebbene tali riforme avessero incontrato poca resistenza al momento, le testimonianze storiche indicano come successivamente furono tra le cause dell'ammutinamento generale in India nel 1857. La sua reputazione di disgregatore della cultura indiana tradizionale, portò anche a delle voci che indicarono l'intenzione di lord Bentick (per fortuna mai messa in pratica) di demolire il Taj Mahal e venderne il marmo.
Bentinck tornò nel Regno Unito nel 1835, rifiutando un titolo nobiliare e rientrando nella Camera dei Comuni come membro per la circoscrizione di Glasgow. William Bentick morì a Parigi il 17 giugno 1839 all'età di 64 anni.

## Matrimonio
Bentinck sposò lady Mary, figlia di Arthur Acheson, I conte di Gosford, nel 1803. Il matrimonio rimase senza eredi. Mary morì quattro anni dopo il marito, nel 1843. Il dipartimento "Manuscripts and Special Collections" dell'Università di Nottingham conserva ancora oggi alcuni carteggi di corrispondenza di lord William Bentinck.

## IlCharter Act del 1833
Il Charter Act del 1833 fu un documento legislativo approvato al tempo di lord William Bentinck, secondo il quale veniva abolito il monopolio della Compagnia britannica delle Indie orientali. Così facendo, il Governatore generale del Bengala poté definirsi Governatore generale dell'India e portò anche alla creazione di tre episcopati, quello di Bombay, Madras e Calcutta.

## Ascendenza
|                                                        |                                           |                                                    | Genitori                                             |  |  | Nonni |  |  | Bisnonni                           |  |  | Trisnonni                             |  |
|                                                        |                                           |                                                    |                                                      |  |  |       |  |  | Henry Bentinck, I duca di Portland |  |  | William Bentinck, I conte di Portland |  |
|                                                        |                                           |                                                    |                                                      |  |  |       |  |  | Henry Bentinck, I duca di Portland |  |  | William Bentinck, I conte di Portland |  |
|                                                        |                                           | Anne Villiers                                      |                                                      |  |  |       |  |  | Henry Bentinck, I duca di Portland |  |  |                                       |  |
| William Bentinck, II duca di Portland                  |                                           |                                                    |                                                      |  |  |       |  |  | Henry Bentinck, I duca di Portland |  |  |                                       |  |
|                                                        |                                           | lady Elizabeth Noel                                | Wriothesley Noel, II conte di Gainsborough           |  |  |       |  |  |                                    |  |  |                                       |  |
|                                                        |                                           | lady Elizabeth Noel                                | Wriothesley Noel, II conte di Gainsborough           |  |  |       |  |  |                                    |  |  |                                       |  |
|                                                        |                                           | lady Elizabeth Noel                                | hon. Catherine Greville                              |  |  |       |  |  |                                    |  |  |                                       |  |
| William Henry Cavendish-Bentinck, III duca di Portland |                                           | lady Elizabeth Noel                                |                                                      |  |  |       |  |  |                                    |  |  |                                       |  |
|                                                        |                                           | Edward Harley, II conte di Oxford e conte Mortimer | Robert Harley, I conte di Oxford e conte di Mortimer |  |  |       |  |  |                                    |  |  |                                       |  |
|                                                        |                                           | Edward Harley, II conte di Oxford e conte Mortimer | Robert Harley, I conte di Oxford e conte di Mortimer |  |  |       |  |  |                                    |  |  |                                       |  |
|                                                        |                                           | Edward Harley, II conte di Oxford e conte Mortimer | Elizabeth Foley                                      |  |  |       |  |  |                                    |  |  |                                       |  |
| lady Margaret Cavendish Harley                         |                                           | Edward Harley, II conte di Oxford e conte Mortimer |                                                      |  |  |       |  |  |                                    |  |  |                                       |  |
|                                                        |                                           | lady Henrietta Cavendish Holles                    | John Holles, I duca di Newcastle-upon-Tyne           |  |  |       |  |  |                                    |  |  |                                       |  |
|                                                        |                                           | lady Henrietta Cavendish Holles                    | John Holles, I duca di Newcastle-upon-Tyne           |  |  |       |  |  |                                    |  |  |                                       |  |
|                                                        |                                           | lady Henrietta Cavendish Holles                    | lady Margaret Cavendish                              |  |  |       |  |  |                                    |  |  |                                       |  |
| lord William Cavendish-Bentinck                        |                                           | lady Henrietta Cavendish Holles                    |                                                      |  |  |       |  |  |                                    |  |  |                                       |  |
|                                                        | William Cavendish, III duca di Devonshire | William Cavendish, II duca di Devonshire           |                                                      |  |  |       |  |  |                                    |  |  |                                       |  |
|                                                        | William Cavendish, III duca di Devonshire | William Cavendish, II duca di Devonshire           |                                                      |  |  |       |  |  |                                    |  |  |                                       |  |
|                                                        | William Cavendish, III duca di Devonshire | lady Rachel Russell                                |                                                      |  |  |       |  |  |                                    |  |  |                                       |  |
| William Cavendish, IV duca di Devonshire               | William Cavendish, III duca di Devonshire |                                                    |                                                      |  |  |       |  |  |                                    |  |  |                                       |  |
|                                                        |                                           | Catherine Hoskins                                  | John Hoskins                                         |  |  |       |  |  |                                    |  |  |                                       |  |
|                                                        |                                           | Catherine Hoskins                                  | John Hoskins                                         |  |  |       |  |  |                                    |  |  |                                       |  |
|                                                        |                                           | Catherine Hoskins                                  | Catherine Hale                                       |  |  |       |  |  |                                    |  |  |                                       |  |
| lady Dorothy Cavendish                                 |                                           | Catherine Hoskins                                  |                                                      |  |  |       |  |  |                                    |  |  |                                       |  |
|                                                        |                                           | Richard Boyle, III conte di Burlington             | Charles Boyle, II conte di Burlington                |  |  |       |  |  |                                    |  |  |                                       |  |
|                                                        |                                           | Richard Boyle, III conte di Burlington             | Charles Boyle, II conte di Burlington                |  |  |       |  |  |                                    |  |  |                                       |  |
|                                                        |                                           | Richard Boyle, III conte di Burlington             | Juliana Noel                                         |  |  |       |  |  |                                    |  |  |                                       |  |
| Charlotte Elizabeth Boyle, marchesa di Hartington      |                                           | Richard Boyle, III conte di Burlington             |                                                      |  |  |       |  |  |                                    |  |  |                                       |  |
|                                                        |                                           | lady Dorothy Savile                                | William Savile, II marchese di Halifax               |  |  |       |  |  |                                    |  |  |                                       |  |
|                                                        |                                           | lady Dorothy Savile                                | William Savile, II marchese di Halifax               |  |  |       |  |  |                                    |  |  |                                       |  |
|                                                        |                                           | lady Dorothy Savile                                | lady Mary Finch                                      |  |  |       |  |  |                                    |  |  |                                       |  |
|                                                        |                                           | lady Dorothy Savile                                |                                                      |  |  |       |  |  |                                    |  |  |                                       |  |